# Henry Bliss

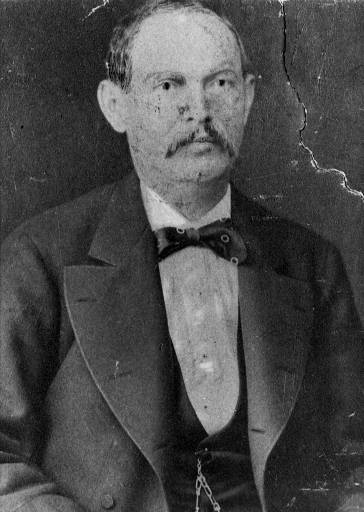
Henry Bliss (1873)

Henry Hale Bliss (* 13. Juni 1830; † 14. September 1899) gilt als das erste Opfer durch einen Autounfall im Straßenverkehr in den USA.
Als er am Abend des 13. September 1899 an der Ecke West 74th Street und Central Park West, New York City aus einer Straßenbahn ausstieg, wurde er von einem elektrisch angetriebenen Fahrzeug (vermutlich Taxi, Wagen Nummer 43) erfasst und dadurch schwer an Brust und Kopf verletzt. Er erlag seinen Verletzungen am Morgen des darauffolgenden Tages.
Der Taxifahrer wurde zunächst in Haft genommen und wegen Mordes angeklagt, doch später mit der Begründung freigelassen, dass keine Absicht vorlag.
Am 13. September 1999 wurde an jener Stelle, wo der Unfall geschah, eine Tafel zum Gedenken an diesen Vorfall aufgestellt. Die Gedenktafel enthält folgenden Wortlaut:
Here at West 74th Street and Central Park West, Henry H. Bliss dismounted from a streetcar and was struck and knocked unconscious by an automobile on the evening of September 13, 1899. When Mr. Bliss, a New York real estate man, died the next morning from his injuries, he became the first recorded motor vehicle fatality in the Western Hemisphere. This sign was erected to remember Mr. Bliss on the centennial of his untimely death and to promote safety on our streets and highways.
(„Hier an der West 74th Street und Central Park West stieg H. Bliss am Abend des 13. Septembers 1899 aus der Straßenbahn und wurde von einem Fahrzeug gestreift und zu Boden geschleudert, wo er bewusstlos liegenblieb. Als Mr. Bliss, ein New Yorker Immobilienmakler, am nächsten Morgen seinen Verletzungen erlag, wurde er zum ersten (Auto-)Unfallopfer der westlichen Hemisphäre. Dieses Schild wurde in Erinnerung an den hundertsten Jahrestag seines vorzeitigen Todes und zur Förderung der Sicherheit auf unseren Straßen und Autobahnen errichtet.“)
Henry H. Bliss war nicht der erste Mensch, der durch einen Autounfall starb. Bridget Driscoll war ein früheres Opfer eines Verkehrsunfalls, an dem ein Automobil beteiligt war. Das vermutlich erste Opfer war jedoch Mary Ward, die im August 1869 durch einen Autounfall bei einem mit Dampfkraft betriebenen Wagen starb, jedoch nicht im Straßenverkehr.